# Curly Neal
Frederick "Curly" Neal (Greensboro, Carolina del Norte, 19 de mayo de 1942 - Houston, Texas, 26 de marzo de 2020) fue un jugador de baloncesto estadounidense. Jugó por más de dos décadas con los Harlem Globetrotters, convirtiéndose en una figura emblemática del equipo. Por ese motivo estuvo involucrado en diversos proyectos televisivos y cinematográficos patrocinados por la organización. Hombre de gran carisma, se destacó también por su habilidad para controlar el balón en sus manos.

## Trayectoria
Neal fue reclutado en 1959 por la Universidad Johnson C. Smith de Charlotte, Carolina del Norte, donde se integró a su equipo de baloncesto, los Golden Bulls, con el que competiría durante cuatro temporadas en la División II de la NCAA.
En 1963, ya habiendo egresado a la universidad, Neal se unió a los Harlem Globetrotters. Por su hábito de llevar la cabeza rapada fue apodado como "Curly", en referencia al actor Curly Howard del grupo cómico Los Tres Chiflados. Formó una dupla con Meadowlark Lemon, siendo uno de los principales encargados de generar el espectáculo en las presentaciones del equipo. Visitó 97 países, jugando más de 6000 partidos.
Por su personalidad carismática y su habilidad con el balón, ganó una enorme popularidad entre los seguidores de los Harlem Globetrotters, por lo que su imagen fue usada para crear un personaje en las series animadas Harlem Globetrotters (1970-1972) y The Super Globetrotters (1979), el cual también apareció en algunos episodios de Las nuevas películas de Scooby-Doo a lo largo de la década de 1970. Asimismo Neal participó del programa para niños The Harlem Globetrotters Popcorn Machine -emitido entre 1974 y 1975 por CBS-, y actuó en The White Shadow, The Love Boat, Superboy y The Harlem Globetrotters en la isla de Gilligan. 
En 2008 los Harlem Globetrotters retiraron oficialmente el dorsal 22, como un modo de homenajearlo. Ese mismo año fue incluido en el Salón de la Fama Deportivo de Carolina del Norte.